# Мала села (община Лития)
Вижте пояснителната страница за други значения на Мала села.
Мала села (на словенски: Mala sela) е село в Словения, регион Средна Словения, община Лития. Според Националната статистическа служба на Република Словения през 2015 г. селото има 29 жители.